# Épenouse
Épenouse település Franciaországban, Doubs megyében. Lakosainak száma 167 fő (2022. január 1.). Épenouse Bremondans, Vercel-Villedieu-le-Camp, Villers-Chief és Eysson községekkel határos.

## Népesség
A település népességének változása:
| Lakosok száma | 96   | 85   | 93   | 106  | 140  | 147  | 151  | 160  | 165  | 167  |
|               | 1968 | 1982 | 1990 | 2006 | 2013 | 2015 | 2017 | 2019 | 2020 | 2022 |